# Amadou Kaba
Pour les articles homonymes, voir Kaba.
Amadou Kaba, né le 15 janvier 1966 à Pita (Guinée), est un militaire et homme politique guinéen.
Le 12 janvier 2022, il est nommé conseiller au sein du Conseil national de la transition de Guinée en tant que représentant des forces de défense et de sécurité,.

## Biographie
Amadou Kaba fait ses études universitaires à l'université Mohamed-V, de 1992 à 1994, puis l'école de la cavalerie blindée, de 1997 à 2001[réf. souhaitée].